# 미시시피 버닝
《미시시피 버닝》(영어: Mississippi Burning)은 미국에서 제작된 앨런 파커 감독의 1988년 범죄 스릴러 영화이다. 진 해크먼, 윌럼 더포 등이 출연하였고, 프레더릭 졸로 등이 제작에 참여하였다.
1989년 제61회 아카데미상에서 작품상 등 7개 부문에 후보로 올랐으며 그중 촬영상(피터 비주)을 수상하였다.

## 줄거리
1964년 미시시피주의 한 작은 마을에서 흑인 민권 운동가 셋이(유대계 둘과 흑인 하나) 실종되자 사건 접근 방식이 완전히 정반대인 연방 수사국(FBI) 요원 둘이 마을을 찾는다. 그러나 쿠 클럭스 클랜과 연계된 보안관과 보안관보들은 수사에 협조하기는 커녕 훼방을 놓고, 흑인 사회는 겁에 질려 있어 수사는 좀처럼 진척을 보이지 않는다.

## 출연진
- 진 해크먼
- 윌럼 더포
- 프랜시스 맥도먼드
- 브래드 도리프
- R. 리 어미
- 게일러드 사테인
- 스티븐 토볼라우스키
- 마이클 루커
- 프루잇 테일러 빈스
- 케빈 던
- 프랭키 페이존
- 토빈 벨

## 기타 제작진
- 배역: 하워드 퓨어, 줄리엣 테일러
- 미술: 필립 해리슨, 제프리 커클런드
- 의상: 오드 브론슨하워드

## 우리말 녹음
MBC 성우진 (1995년 12월 30일)
- 이종오 - 루퍼트 앤더슨(진 해크먼)
- 이윤선 - 앨런 워드(윌럼 더포)
- 윤지하
- 김명수
- 한상혁
- 박태호
- 안정현
- 전국근
- 최상기
- 기경옥
- 김윤정
- 이성
- 황윤걸
- 조향이
- 김강산
- 손원일
- 이승환
- 박지훈
- 최원형
- 이진홍
- 조예신